# Nicolas Flamel

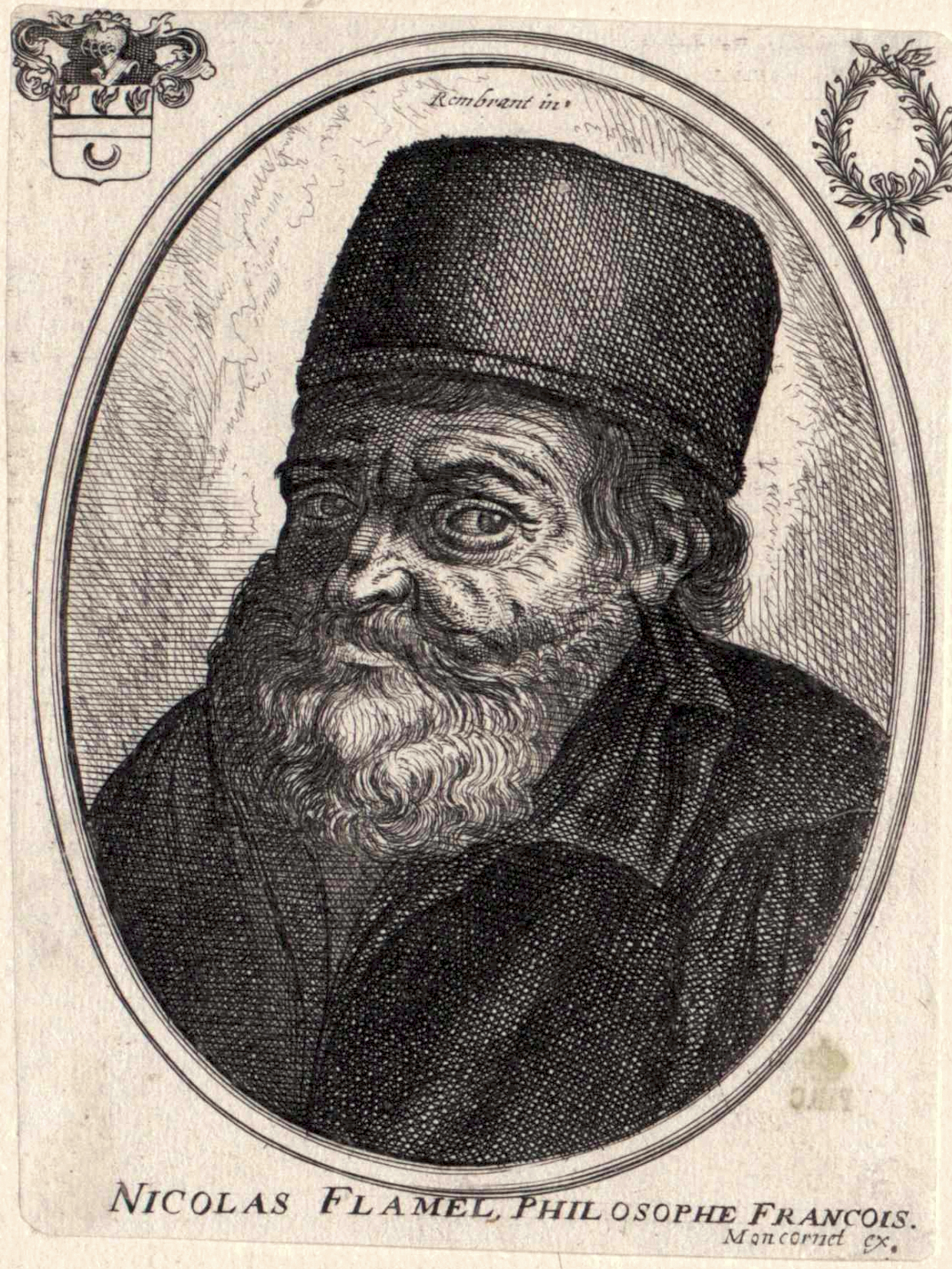
Nicolas Flamel

Nicolas Flamel, född 1330 i Pontoise en stad nära Paris i Frankrike, död 1418, var skrivare vid Paris universitet, skriftställare och alkemist. Enligt legenden skall han ha funnit de vises sten och blivit odödlig.
Flamel gifte sig med en rik änka och blev med tiden mycket förmögen på inte fullt känt sätt, kanske genom affärsförbindelser med de på den tiden hårt förföljda judarna, vilkas egendom han tog i förvar och övertog vid ägarnas död. Han ska ha grundat flera sjukhus och kapell och donerade stora mängder pengar till kyrkor. Han lät uppföra ett hus på 51 rue de Montmorency i Paris, Auberge Nicolas Flamel, vilket numera är ett historiskt minnesmärke.
Det berättas att han blev alkemist och kunde göra guld. 

## Flamel i populärkulturen
Nicolas Flamel nämns i böckerna Ringaren i Notre Dame av Victor Hugo, Harry Potter och  de vises sten av J.K. Rowling och Da Vinci-koden av Dan Brown samt i filmerna Fantastiska vidunder: Grindelwalds brott av David Yates respektive As above, so below (2014) av John Erick Dowdle.